# Citroën C15
A Citroën C15 é um modelo de carrinha pequena produzida pela fabricante francesa Citroën entre 1984 e 2005. Foi um dos veículos comerciais mais vendidos da empresa e a sua rival directa foi a Renault Express (até o ano 2000).

## Descrição
Com um preço inferior a 6000 euros, substituiu a Citroën Acadiane e sua sucessora teórica ia ser a Citroën Berlingo, que foi colocada à venda em 1996, o que fez com que as versões da C15 fossem reduzidas. Porém, a Citroën continuou a fabricá-la apesar da existência de um modelo substituto, já que as vendas não caíram, e então para a Citroën oficialmente a substituição foi a Citroën Nemo (2007).
A Citroën C15 é baseada no turismo Citroën Visa, e sua capacidade de carga máxima é de 570 kg.
A carrinha era oferecida com dois motores a gasolina de 1.124 e 1.360 cc e um diesel XUD 1.7 litros (o mesmo do Peugeot 205) com 60 e 75 CV de potência. Em atualizações sucessivas, a C15 trocou de motor e o diesel passou a ser o 1.9 DW8 com 70 CV usado no Citroën Xsara. Todos os motores eram aspirados, com duas válvulas por cilindro e injeção direta.
A C15 passou por várias alterações de estilo ao longo de sua vida comercial. As principais modificações que a carrinha sofreu na sua vida comercial foram a grelha frontal, faróis, volante e a mudança do portão traseiro para dois portas. Em sua última fase a C15 estava disponível com ar condicionado.

## Desempenho
Dizia-se que, com o motor diesel mais potente, esta carrinha era capaz de atingir os 160 km/h, mas atualmente, o recorde da equipa C15-24h é de 170 km/h, que foi alcançado no Autódromo do Algarve (Portugal) em fevereiro de 2018.

## Produção
A C15 foi fabricada nas instalações da Citroën em Vigo (Galiza) e Mangualde (Portugal). A última unidade da C15 (número 1.181.471) foi fabricada em 5 de dezembro de 2005 em Vigo, na Galiza.